# Permutation avec répétition
En mathématiques, les permutations avec répétition d'objets dont certains sont indifférenciés sont les divers groupements ordonnés de tous ces objets. Par exemple, 112, 121 et 211, pour deux chiffres 1, et un chiffre 2.
Lorsque nous permutons {\displaystyle n} objets partiellement discernables et rangés dans un certain ordre, nous retrouvons dans certains cas la même disposition. Considérons {\displaystyle n} objets dont {\displaystyle k} seulement sont distincts ({\displaystyle k\leqslant n}) placés dans un n-uplet, et supposons que chacun d'entre eux apparaisse respectivement {\displaystyle n_{1}} fois, {\displaystyle n_{2}} fois, … , {\displaystyle n_{k}} fois avec {\displaystyle n_{1}+n_{2}+\cdots +n_{k}=n}. Quand des éléments identiques de ce n-uplet sont permutés, nous obtenons le même n-uplet.
Par exemple, si nous voulons déterminer toutes les anagrammes du mot MATHÉMATIQUE, nous voyons qu'en échangeant les deux lettres A, le mot reste identique, tandis qu'en transposant les lettres É et E, nous obtenons un mot différent.

## Définition
Soit {\displaystyle E=\{x_{1},x_{2},\dots ,x_{k}\}} un ensemble fini de cardinal {\displaystyle k}. Soient {\displaystyle n_{1},n_{2},\dots ,n_{k}} des entiers naturels et {\displaystyle n} leur somme.
Une permutation à {\displaystyle n} éléments de {\displaystyle E} avec {\displaystyle n_{1},n_{2},\dots ,n_{k}} répétitions est un n-uplet d'éléments de E dans lequel chacun des éléments {\displaystyle x_{1},x_{2},\dots ,x_{k}} de {\displaystyle E} apparaît respectivement {\displaystyle n_{1},n_{2},\dots ,n_{k}} fois.

## Exemple
Le n-uplet
{\displaystyle {\begin{matrix}(\underbrace {x_{1},\ldots ,x_{1}} ,&\underbrace {x_{2},\ldots ,x_{2}} ,&\ldots ,&\underbrace {x_{k},\ldots ,x_{k}} )\\{}_{n_{1}{\rm {\,fois}}}&{}_{n_{2}{\rm {\,fois}}}&&{}_{n_{k}{\rm {\,fois}}}\end{matrix}}}
est une permutation avec répétition particulière.

## Théorème
Le nombre de permutations à {\displaystyle n} éléments avec {\displaystyle n_{1},n_{2},\dots ,n_{k}} répétitions est égal à {\displaystyle {\frac {n!}{n_{1}!\,n_{2}!\ldots n_{k}!}}}.
Ce nombre se note habituellement {\displaystyle {\binom {n}{n_{1},n_{2},\ldots ,n_{k}}}}, et est connu sous le nom de coefficient multinomial.
Une démonstration est disponible via le lien (voir infra) vers Wikiversité.

## Application
{\displaystyle {\begin{matrix}(x_{1}+x_{2}+\ldots +x_{k})^{n}=&\underbrace {(x_{1}+x_{2}+\ldots +x_{k})(x_{1}+x_{2}+\ldots +x_{k})\ldots (x_{1}+x_{2}+\ldots +x_{k})} \\&{}_{n{\rm {\,fois}}}\end{matrix}}}.
Le développement de ce produit de facteurs est une somme de produits qui peuvent être représentés par un n-uplet d'éléments {\displaystyle x_{1},x_{2},\dots ,x_{k}} dans lequel pour tout {\displaystyle 1\leqslant i\leqslant k}, un terme du i-ième facteur se trouve à la i-ème place.
Pour tout {\displaystyle 1\leqslant i\leqslant k}, notons {\displaystyle n_{i}} le nombre de fois où {\displaystyle x_{i}} apparaît dans un tel n-uplet. Nous avons 
{\displaystyle n_{1}+n_{2}+\cdots +n_{k}=n}.
Sous réserve que la loi × soit commutative (ou plus généralement que les {\displaystyle x_{i}} commutent pour la loi ×), le produit correspondant à un tel n-uplet est égal à
{\displaystyle x_{1}^{n_{1}}x_{2}^{n_{2}}\ldots x_{k}^{n_{k}}}.
Étant donnés les entiers naturels {\displaystyle n_{1},n_{2},\dots ,n_{k}} tels que {\displaystyle n_{1}+n_{2}+\cdots +n_{k}=n}, le nombre de termes de la forme {\displaystyle x_{1}^{n_{1}}x_{2}^{n_{2}}\ldots x_{k}^{n_{k}}} est le nombre de permutations à {\displaystyle n} éléments avec {\displaystyle n_{1},n_{2},\dots ,n_{k}} répétitions.
On en déduit la formule du multinôme de Newton :
{\displaystyle (x_{1}+x_{2}+\ldots +x_{k})^{n}=\sum _{n_{1}+n_{2}+\ldots +n_{k}=n}{\frac {n!}{n_{1}!n_{2}!\ldots n_{k}!}}x_{1}^{n_{1}}x_{2}^{n_{2}}\ldots x_{k}^{n_{k}}}
(qui inclut, pour {\displaystyle k=2}, la formule du binôme).